# Xenocona
Xenocona es un género de escarabajos longicornios de la tribu Acanthocinini.

## Especies
- Xenocona antonkozlovi Nascimento & Botero, 2019
- Xenocona asperipennis (Fairmaire & Germain, 1859)
- Xenocona forsteri (Tippmann, 1960)
- Xenocona penicillata (Monné, 1990)
- Xenocona pulchra Gilmour, 1960
- Xenocona senticosa (Monné & Martins, 1976)
- Xenocona superstes (Erichson, 1847)